# Cyrenaica

Líbia történelmi régiói

Cyrenaica (arabul برقة [Barka]) ókori alapítású tartomány. Jelenleg a részben azonos elhelyezkedésű  Kireneika líbiai földrajzi régió található területén. Több ismert történelmi személyiség származásának helye például: I. Márk, Areiosz, cyrenei Simon, cyrenei Magas.
1927 és 1963 között a autonóm régió volt.

## A második világháborúban
Amikor Olaszország belépett a második világháborúba, Líbia is a gyarmata volt. A gyarmati uralom ideje alatt a helyiek földjét elvették, a lakosságot elüldözték, helyükre olasz telepesek érkeztek. Az olasz haderő sorozatos vereségei miatt Cyrenaica az év végére brit kézre került. Rommel tábornagy 1941 márciusában itt indította meg támadását. Az afrikai hadjárat ideje alatt végig kiemelkedő fontosságú utánpótlási bázis, illetve német katonai támaszpont. 1941 végén a Crusader hadművelettel a britek idáig szorították vissza Rommel erőit, így újra hadszíntér lett. A második el-alameini csata után a németek visszavonultak, 1942 végén kiürítették cyrenaikai támaszpontjaikat.
A háború után az olasz lakosság fokozatosan elhagyta Cyrenaicát.

## Később
A 2011-es első líbiai polgárháború után a belpolitikai helyzet kaotikussá vált. 2013. november 3-án saját kormányt alakított.